# Ocellularia petrinensis
Ocellularia petrinensis är en lavart som beskrevs av J.C. David 1995. Ocellularia petrinensis ingår i släktet Ocellularia och familjen Thelotremataceae.   Inga underarter finns listade i Catalogue of Life.